# Lugares do Novo Testamento associados a Jesus

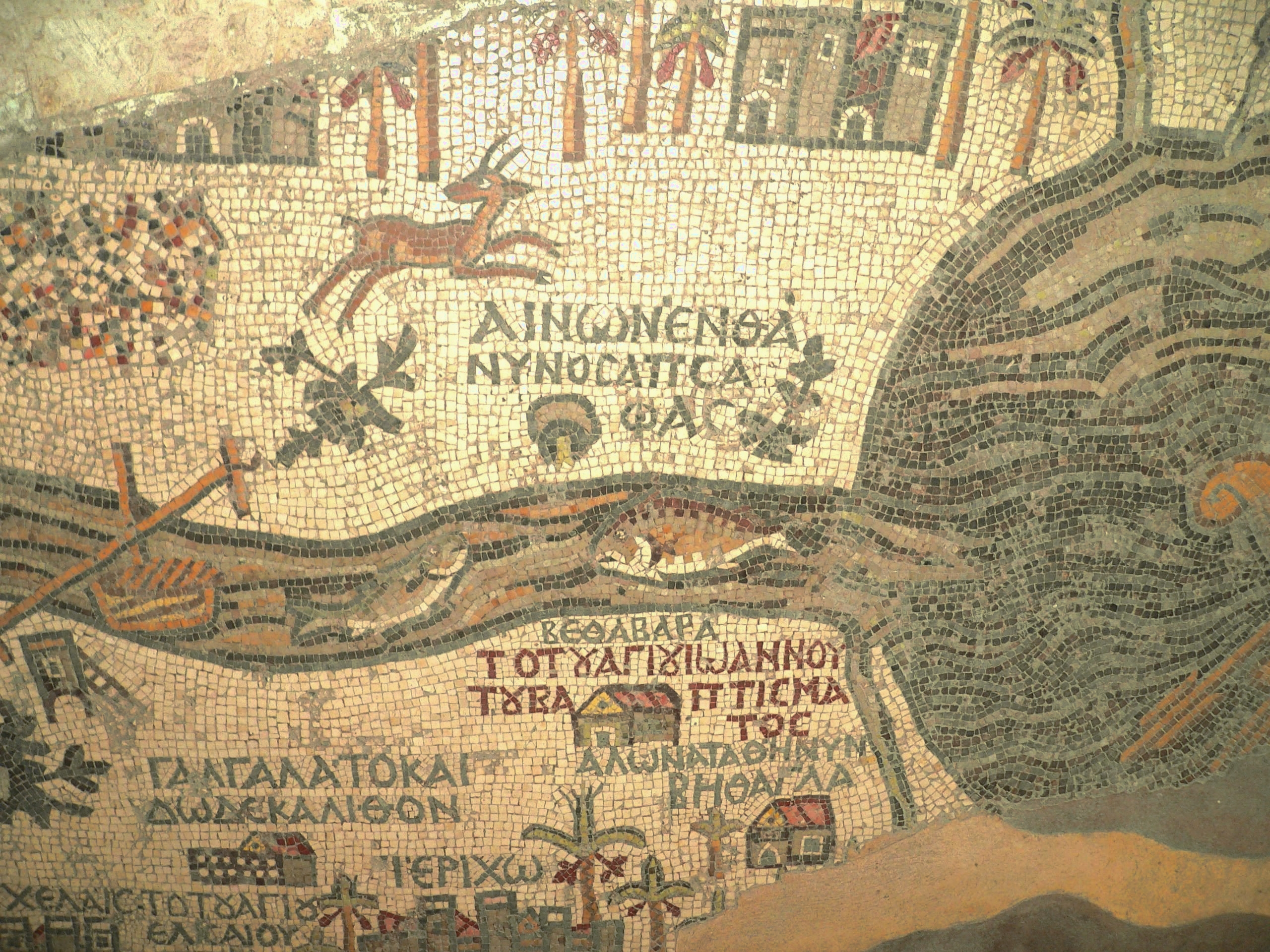
Parte do antigo mapa de Madaba mostrando Betabara (Βέθαβαρά) no rio Jordão

A narrativa do Novo Testamento sobre a vida de Jesus se refere a vários locais na Terra Santa e a uma fuga para o Egito. Nesses relatos, os principais locais para o ministério de Jesus foram a Galileia e a Judeia, com atividades também ocorrendo em regiões vizinhas, como Pereia e Samaria. Outros lugares de interesse para os estudiosos incluem locais como Cesareia Marítima, onde em 1961 a pedra de Pilatos foi descoberta como o único item arqueológico que menciona o prefeito romano Pôncio Pilatos, por cuja ordem Jesus foi crucificado.
A narrativa do ministério de Jesus nos Evangelhos é geralmente separada em seções que têm uma natureza geográfica: seu ministério na Galileia segue seu batismo e continua na Galileia e áreas vizinhas até a morte de João Batista. Esta fase de atividades na região da Galileia chega ao fim aproximadamente em Mateus 17 e Marcos 9. Após a morte de João Batista e a proclamação de Jesus como Cristo por Pedro, seu ministério continua ao longo de sua jornada final em direção a Jerusalém através da Pereia e da Judeia. A jornada termina com sua entrada triunfal em Jerusalém em Mateus 21 e Marcos 11. A parte final do ministério de Jesus ocorre durante sua última semana em Jerusalém, que termina em sua crucificação.

## Geografia e ministério

Província romana da Judeia na época de Jesus

Nos relatos do Novo Testamento, os principais locais do ministério de Jesus foram a Galileia e a Judeia, com atividades também ocorrendo em regiões vizinhas, como Pereia e Samaria. A narrativa evangélica do ministério de Jesus é tradicionalmente separada em seções de natureza geográfica.
Ministério na GalileiaO ministério de Jesus começa quando, após seu batismo, ele retorna à Galileia e prega na sinagoga de Cafarnaum. Os primeiros discípulos de Jesus o encontram perto do Mar da Galileia, e seu ministério galileu posterior inclui episódios importantes como o Sermão da Montanha (com as bem-aventuranças), que formam o cerne de seus ensinamentos morais. O ministério de Jesus na região da Galileia chega ao fim com a morte de João Batista.
Viagem a JerusalémApós a morte de João Batista, mais ou menos na metade dos Evangelhos (aproximadamente Mateus 17 e Marcos 9), dois eventos importantes ocorrem que mudam a natureza da narrativa ao iniciar a revelação gradual de sua identidade aos seus discípulos: sua proclamação como Cristo por Pedro e sua transfiguração. Após esses eventos, uma boa parte das narrativas dos Evangelhos trata da jornada final de Jesus a Jerusalém através da Pereia e da Judeia. Enquanto Jesus viaja em direção a Jerusalém através da Pereia, ele retorna à região onde foi batizado.
Última semana em JerusalémA parte final do ministério de Jesus começa (Mateus 21 e Marcos 11) com sua entrada triunfal em Jerusalém após a ressurreição de Lázaro, que ocorre em Betânia. Os Evangelhos fornecem mais detalhes sobre a porção final do que os outros períodos, dedicando cerca de um terço de seu texto à última semana de vida de Jesus em Jerusalém, que termina em sua crucificação.
Aparições pós-ressurreiçãoOs relatos do Novo Testamento sobre as aparições de Jesus após a ressurreição e sua ascensão o colocam tanto na região da Judeia quanto da Galileia.

## Locais

### Galileia

Lugares mencionados nos Evangelhos canônicos em relação ao ministério de Jesus

- Betsaida: Marcos 8:22–26 inclui o relato da cura do "cego de Betsaida".[19]
- Caná: João 2:1–11 inclui as Bodas de Caná durante a qual Jesus realiza seu primeiro milagre.[20][21]
- Cafarnaum: A perícope de Jesus na sinagoga de Cafarnaum equivale ao início do ministério público de Jesus na narrativa do Novo Testamento.[8] Cafarnaum é mencionada nos Evangelhos várias vezes, e eventos como a cura do paralítico em Cafarnaum acontecem lá.[22]
- Corazim: Em Mateus 11:23 e Lucas 10:13–15, esta vila na Galileia aparece no contexto da rejeição de Jesus.
- Genesaré: Esta cidade (que não existe mais) ficava na costa noroeste do Mar da Galileia. A cidade ficava talvez a meio caminho entre Cafarnaum e Magdala.[23] A cidade é mencionada durante o ministério de cura de Jesus em Genesaré registrado em Mateus 14:34–36 e Marcos 6:53–56.
- Monte da Transfiguração: A localização da montanha para a transfiguração de Jesus é debatida entre os estudiosos, e locais como o Monte Tabor foram sugeridos.[24]
- Naim: A perícope do jovem de Nain aparece em Lucas 7:11–17.[25] Esta é a primeira de três instâncias nos Evangelhos em que Jesus ressuscita os mortos.
- Nazaré: Nazaré é onde o jovem Jesus cresce e onde ele é encontrado no Templo por seus pais.[26]
- Mar da Galileia: O lago aparece com destaque em toda a narrativa do Novo Testamento, do início de seu ministério até o fim. O chamado de seus primeiros discípulos ocorre nas margens deste lago.[27][28] Perto do final da narrativa, na segunda pesca milagrosa, um Jesus ressuscitado aparece novamente aos seus apóstolos.[29][30]

### Decápolis e Pereia
- Betabara: O Evangelho de João (João 1:28:) afirma que João Batista estava batizando em "Betânia além do Jordão".[31] Esta não é a vila de Betânia a leste de Jerusalém, mas a cidade de Betânia, também chamada de Betabara na Pereia.[32] Uma interpretação diferente coloca Betabara na margem oposta, ocidental do Jordão, na Judeia, em vez de na Pereia; o mais conhecido entre estes é o mapa de Madaba, que coloca Betabara no lado oeste atual de Al-Maghtas, oficialmente conhecido como Qasr el-Yahud.
- Decápolis: A cura do surdo-mudo de Decápolis ocorre nesta região.[33]
- Gerasa (também Gergesa ou Gadara) é o local do exorcismo do endemoninhado geraseno em Marcos 5:1–20, Mateus 8:28–34 e Lucas 8:26–39.[34]

### Samaria
- Ænon: O Evangelho de João (João 3:23) se refere a Enon perto de Salim como o lugar onde João Batista realiza batismos no rio Jordão, "porque havia muita água ali".[31][32]
- Cesareia Marítima: Esta cidade portuária é o local da descoberta em 1961 da pedra de Pilatos, o único item arqueológico que menciona o prefeito romano Pôncio Pilatos, por cuja ordem Jesus foi crucificado.[2][3][35]
- Sicar: O encontro com a mulher samaritana no poço em João 4:4–26 ocorre em Sicar, na Samaria, perto do Poço de Jacó.[36] Este é o local do Discurso da Água da Vida em João 4:10–26.[37]

### Judeia
- Betânia (perto de Jerusalém): A ressurreição de Lázaro, pouco antes de Jesus entrar em Jerusalém pela última vez, acontece em Betânia.[38]
- Betesda: Em João 5:1–18, a cura do paralítico acontece no Tanque de Betesda em Jerusalém.[39]
- Belém: O Evangelho de Lucas (Lucas 2:1–7) afirma que o nascimento de Jesus aconteceu em Belém.[40][41]
- Betfagé é mencionada como o lugar de onde Jesus enviou os discípulos para encontrar um jumento para a entrada triunfal em Jerusalém. Mateus 21:1; Marcos 11:1; Lucas 19:29 mencionam-na como próxima de Betânia.[42][43] Eusébio de Cesareia (Onomasticon 58:13) localizou-a no Monte das Oliveiras.[43]
- Calvário (Gólgota): Calvário é o termo latino para Gólgota, a tradução grega do termo aramaico para o lugar do crânio — o local da crucificação de Jesus.[44]
- Emaús: Jesus aparece a dois discípulos na estrada para Emaús (Lucas 24:13–32) e janta com eles.[45][46]
- Gábata (Lithostrōtos): Este local é referenciado apenas uma vez no Novo Testamento em João 19:13.[47][48] Este é um termo aramaico que se refere ao local do julgamento de Jesus por Pôncio Pilatos, e o nome grego de Lithostrōtos (λιθόστρωτος) que significa pavimento de pedra também se refere a ele. Provavelmente era uma plataforma de pedra elevada onde Jesus enfrentou Pilatos.[47] James H. Charlesworth considera este local de alto significado arqueológico e afirma que os estudiosos modernos acreditam que este local ficava na praça pública do lado de fora do Pretório em Jerusalém e era pavimentado com grandes pedras.[49]
- Getsêmani: Imediatamente após a Última Ceia, Jesus e seus discípulos vão ao jardim do Getsêmani, o local de sua agonia no jardim e sua prisão.[50]
- Jericó: A cura do cego Bartimeu ocorre perto de Jericó.[51]
- Monte das Oliveiras: Esta montanha aparece em várias passagens no Novo Testamento, e o Discurso do Monte das Oliveiras leva seu nome. Durante sua entrada triunfal em Jerusalém, Jesus desce do Monte das Oliveiras em direção a Jerusalém, e as multidões colocam suas roupas no chão para recebê-lo.[52] Em Atos 1:9–12, a ascensão de Jesus ocorre perto desta montanha.
- Templo de Jerusalém: O Templo é destaque no incidente da limpeza do Templo, onde Jesus expulsa os cambistas.[53]

### Outros lugares
- Egito: O episódio da Fuga para o Egito no Evangelho de Mateus ocorre após o nascimento de Jesus, e a família foge para o Egito antes de retornar à Galileia anos depois.[54][55][56]
- "A região de Tiro e Sídon" (Marcos 7:24–30 e Mateus 15:21–28) no que antes era a Fenícia e se tornara, no tempo de Jesus, parte da Síria romana, hoje situada no sul do Líbano. Lá, Jesus exorciza um demônio da filha de uma mulher siro-fenícia.
- Cesareia de Filipe ("as aldeias ao redor de Cesareia de Filipe"): a capital da tetrarquia de Filipe é mencionada em Marcos 8:27 e seus arredores são o primeiro local onde Jesus profetiza sua morte (Marcos 8:31).[57] Esta região também é importante no Novo Testamento porque, pouco antes de entrar nela, Jesus pergunta a seus discípulos "quem vocês pensam que eu sou?", produzindo a resposta "Tu és o Cristo de Deus" do apóstolo Pedro em Mateus 16:13–20, Marcos 8:27–29 e Lucas 9:18–20.[58][59]
- Estrada para Damasco: Nos Atos dos Apóstolos (9, 22 e 26), esta estrada é o local da conversão do apóstolo Paulo, durante a qual Jesus ressuscitado lhe aparece.[60][61]

## Arqueologia

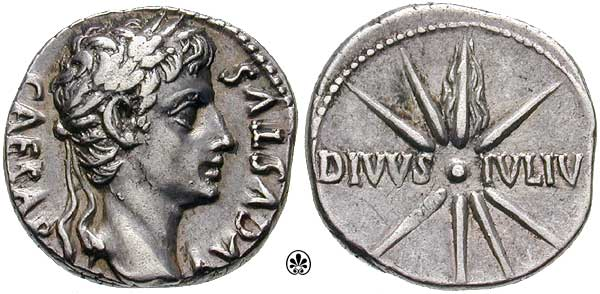
Um denário de Augusto, com a inscrição CAESAR AVGVSTVS; e no verso: DIVVSIVLIV(S), que a população em geral interpretou como Filho de Deus

Não existem documentos escritos por Jesus, e nenhum vestígio arqueológico específico é diretamente atribuído a ele. O século XXI testemunhou um aumento no interesse acadêmico no uso integrado da arqueologia como um componente de pesquisa adicional para chegar a uma melhor compreensão do Jesus histórico, iluminando o contexto socioeconômico e político de sua época.
James H. Charlesworth afirma que poucos estudiosos modernos querem ignorar as descobertas arqueológicas que esclarecem a natureza da vida na Galileia e na Judeia durante a época de Jesus. Jonathan Reed afirma que a principal contribuição da arqueologia para o estudo do Jesus histórico é a reconstrução de seu mundo social. Um exemplo de item arqueológico que Reed menciona é a descoberta de 1961 da pedra de Pilatos, que menciona o prefeito romano Pôncio Pilatos, por cuja ordem Jesus foi crucificado.
Reed também afirma que achados arqueológicos relacionados à cunhagem podem lançar luz sobre a análise crítica histórica. Como exemplo, ele se refere a moedas com a inscrição "Divi filius". Embora o imperador romano Augusto se autodenominasse "Divi filius", e não "Dei filius" (Filho de Deus), a linha entre ser deus e semelhante a um deus era às vezes menos clara para a população em geral, e a corte romana parece ter consciência da necessidade de manter a ambiguidade. Mais tarde, Tibério, que era imperador na época de Jesus, passou a ser aceito como filho do divus Augustus. Reed discute essa cunhagem no contexto de Marcos :12–13, no qual Jesus pede a seus discípulos que olhem para uma moeda: "De quem é este retrato? E de quem é a inscrição?" e então os aconselha a "Darem a César o que é de César, e a Deus o que é de Deus." Reed afirma que "a resposta se torna muito mais subversiva quando se sabe que a moeda romana proclamava César como Deus".
David Gowler afirma que um estudo acadêmico interdisciplinar de arqueologia, análise textual e contexto histórico pode lançar luz sobre Jesus e seus ensinamentos. Um exemplo são os estudos arqueológicos em Cafarnaum. Apesar das referências frequentes a Cafarnaum no Novo Testamento, pouco é dito sobre ela lá. No entanto, evidências arqueológicas recentes mostram que, ao contrário de suposições anteriores, Cafarnaum era pobre e pequena, sem nem mesmo um fórum ou ágora. Esta descoberta arqueológica, portanto, ressoa bem com a visão acadêmica de que Jesus defendia a partilha recíproca entre os destituídos naquela região da Galileia. Outras descobertas arqueológicas apoiam a riqueza dos sacerdotes governantes na Judeia no início do primeiro século.